# Кобеняк
Кобеня́к, Ко́бка (также рус. бурка, кирея, зипун, венг. köpenyeg, пол. kopieniak) — мужская верхняя плечевая славянская одежда, достаточно широкая, чтобы можно было её зимой надевать поверх кожуха.
Главной отличительной особенностью кобеняка был капюшон, который представлял собой суконный мешок с прорезями для глаз и иногда для рта. Он обычно забрасывался за спину, а в дождь или сильный мороз его надевали сверху на шляпу, защищая таким образом лицо. Иногда только сам капюшон называли кобеняком, но тогда этот вид одежды называли свитой с кобеняком. На Полтавщине плащ шили из серого сукна, поэтому там его называли сіряком (рус. серым). Первоначальное название капюшона — бородица (укр. бородиця), этот термин в конце XIX века употребляли на Западной Украине, в Центральной Украине употребляли название — богородица (укр. богородиця).
В Польше такой вид одежды называли — кепеняк. В горных районах Украины (Карпатах) подобную одежду с капюшоном называли гугля, гуня, чуга. На Гуцульщине гугля являлась обязательным традиционным видом одежды, которую надевали девушки на свадьбу. Свадебное гугла изготавливали из белого валяного сукна. В XVI—XVII веках кобеняком называли коричневый войлочный плащ без рукавов.

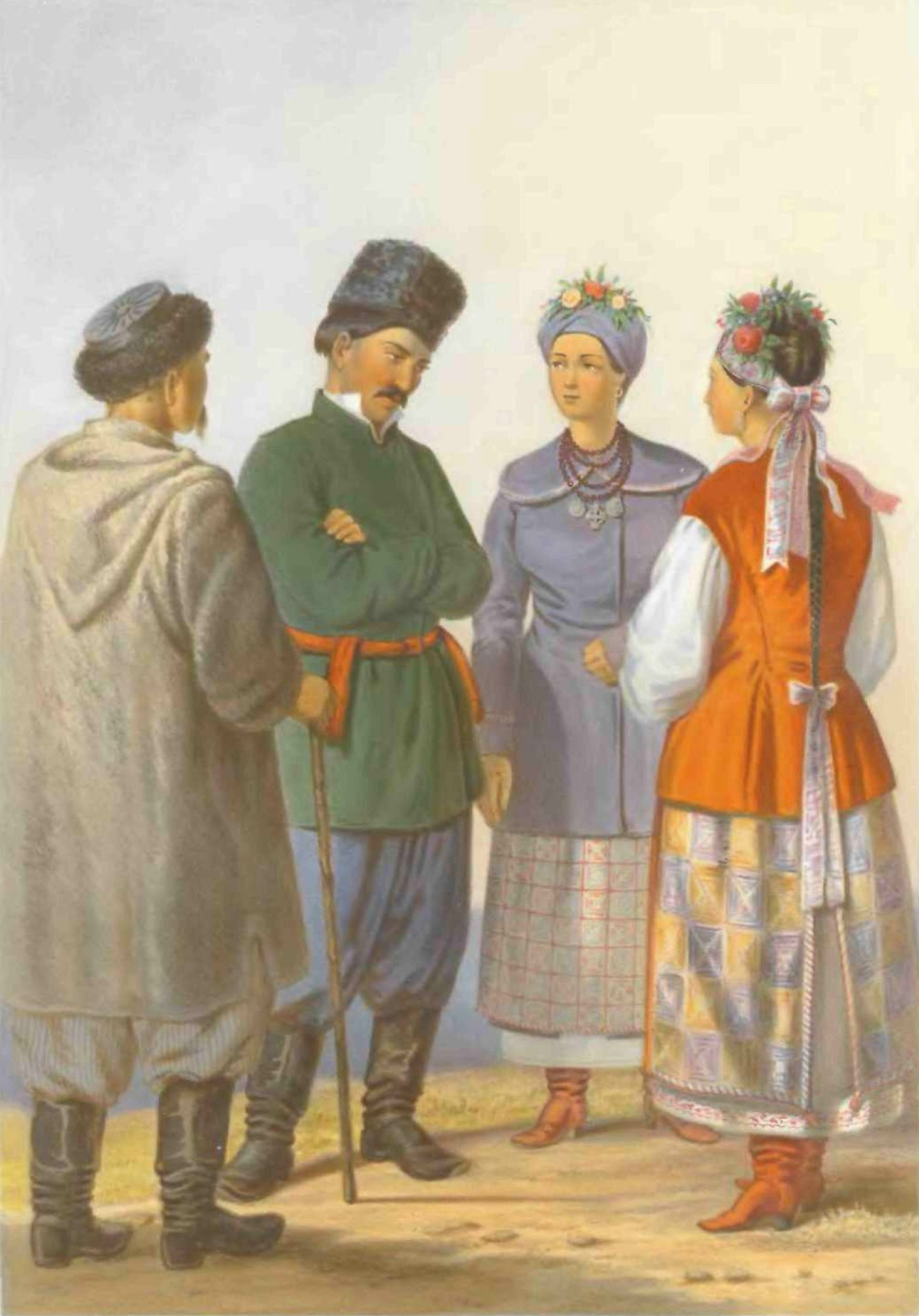
Густав-Теодор Паули, «Этнографическое описание народов России», Малороссы, 1 января 1857 года.
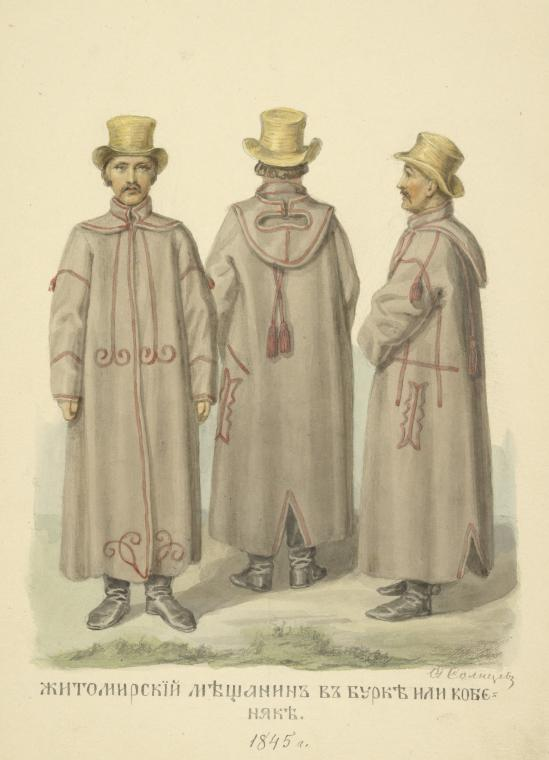
Житомирский мещанин в бурке (кобеняке).
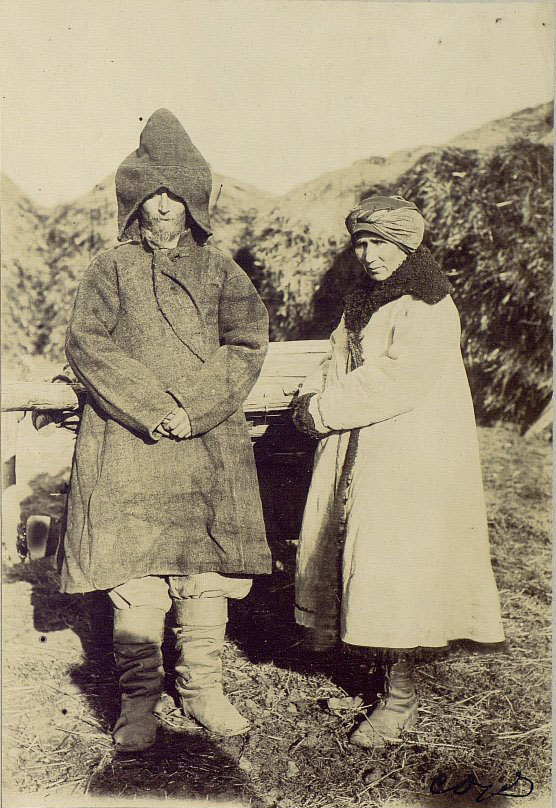
Кобеняк с кобкой с Херсонщины, 1894 год.
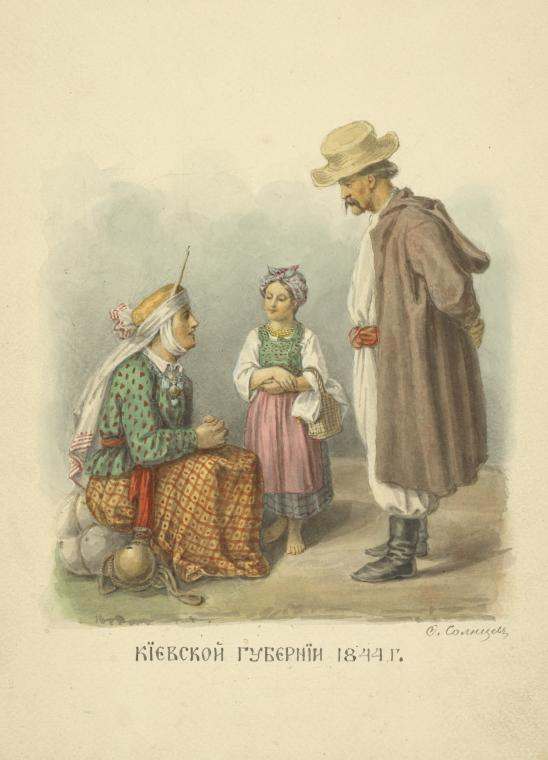
Свита с кобеняком Киевской губернии.
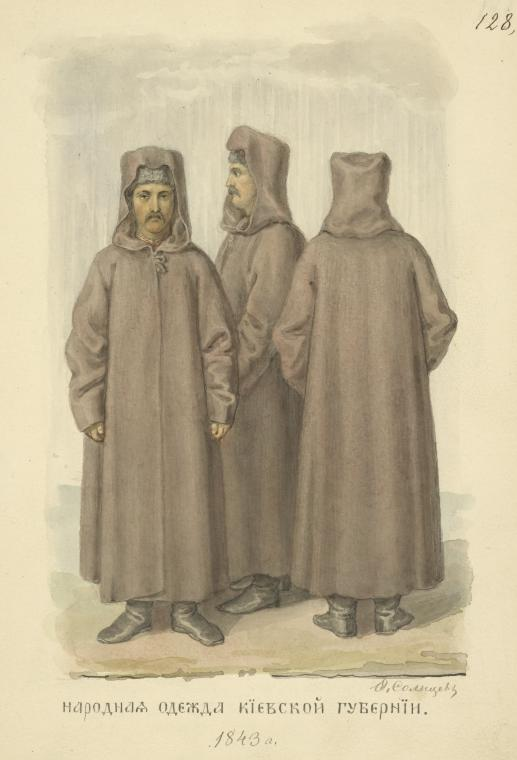
Народная одежда Киевской губернии, 1843 год.
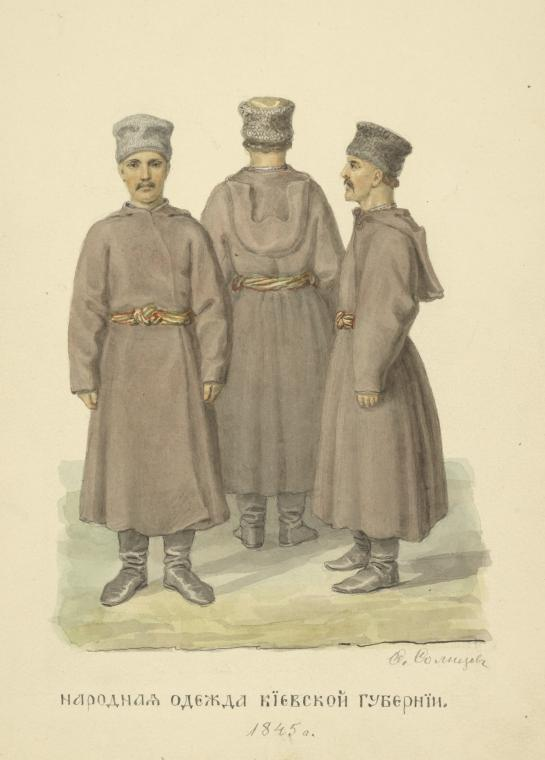
Народная одежда Киевской губернии, 1845 год, Свита с кобеняком Киевской губернии.